# Лаптева, Людмила Павловна
Людми́ла Па́вловна Ла́птева (9 сентября 1926, Осиновый Гай, Кирсановский уезд, Тамбовская губерния, РСФСР — 16 мая 2016, Москва, Российская Федерация) — советский и российский историк-богемист, доктор исторических наук, заслуженный профессор (с 2008 года) Московского государственного университета. Специалист по истории и русской историографии Чехии и Словакии, истории лужицких сербов, истории русского славяноведения, истории культурных и научных связей России с западными (и южными) славянами.

## Биография
В 1943 году поступила на исторический факультет Тамбовского педагогического института, откуда в 1944 году перевелась в Московский областной педагогический институт — ныне МГОУ (кафедра истории средних веков). Одновременно училась на факультете физвоспитания, увлекалась альпинизмом. Училась в аспирантуре МОПИ. В 1952 году защитила диссертацию на соискание кандидата наук по теме «Борьба чешского народа против революционной политики Габсбургов во второй половине XVI — начале XVII вв.» (под руководством А. С. Самойло), в 1973 году — докторскую диссертацию (в Институте славяноведения и балканистики АН СССР) по теме «Русская литература о гуситском движении (40-е годы XIX века — 1917 год)». 
С 1959 года работала на кафедре истории южных и западных славян исторического факультета МГУ: читает лекции по истории славян, историографии Чехии, а также спецкурсы. В 1975 году ей было присвоено ученое звание профессора.

## Работы
На конец 2008 года было опубликовано 586 работ Лаптевой (приблизительно треть её работ опубликованы в Чехии, Словакии, Польше, Болгарии, Германии, Венгрии, на Украине и в других странах), в том числе более двадцати монографий, среди которых:
- История Чехии периода феодализма (V — сер. XVII вв.). — М., 1993.
- История Чехии периода позднего феодализма и раннего нового времени (1648—1849). — М., 1998.
- Лаптева Л. П. Гуситское движение в Чехии XV в.: Уч.-метод. пособие. — М., 1990.
- Лаптева Л. П. Российская сорабистика XIX—XX вв. в очерках жизни и творчества ее представителей: Справочник / Отв. ред. А. А. Гугнин. — М.: Институт славяноведения и балканистики РАН, 1997. — 132 с. — (Справочники Научного центра славяно-германских исследований. 1).
- Лаптева Л. П. Славяноведение в Московском университете в XIX - начале XX века. — М.: Изд-во МГУ, 1997. — 296 с.
- Лаптева Л. П. История славяноведения в России в XIX веке. — М.: Индрик, 2005. — 848 с. — 800 экз. — ISBN 5-85759-335-2.
- Лаптева Л. П. История славяноведения в России в конце XIX - первой трети XX века. — М.: Индрик, 2012. — 840 с. — 800 экз. — ISBN 978-5-91674-155-1.
- Лаптева Л. П. История западных и южных славян в освещении русской историографии XIX-XX вв.: Сборник статей. — СПб.: Алетейя, 2014. — 528 с. — ISBN 978-5-91419-809-8.